# Silvia Massarelli
Silvia Massarelli (Roma, 30 luglio 1961) è una direttrice d'orchestra italiana.

## Carriera
Nata e cresciuta a Roma, si è diplomata al Conservatorio di Santa Cecilia in pianoforte, composizione e direzione d'orchestra; in seguito si è trasferita a Parigi dove, borsista del Governo Francese e in seguito della Fondazione Nadia et Lili Boulanger, ha studiato al Conservatoire National Superieur de Musique di Parigi ottenendo il Premier prix all'unanimità della giuria.
Assistente di M. W. Chung all’Opéra Bastille di Parigi.e di Laurent Petit-Girard all’Opéra Comique di Parigi, Massarelli ha collaborato con musicisti di fama internazionale quali Michel Dalberto, Martin Spandenberg, clarinetto solo dei Munchner Philharmoniker, Claude Delangle e Jean-Yves Fourmeau, sax Solo dei Berliner Philharmoniker.
Ha diretto prime assolute di numerosi compositori fra cui Jacqueline Fontyne, Edison Denisov, Lowell Liebermann, Eric Tanguy, Thierry Escaich, Lorenzo Palomo e ha partecipato al Nordic Days Musical Festival di Reykjavik. È stata invitata da numerose orchestre di grande prestigio fra le quali : New York Philharmonic,  Wiener Kammer Orchester, Orchestre du Capitol de Toulouse, Orchestre des Concerts Lamourex, Orchestre Symphonique de Mulhouse, Orchestre Phylarmonique des Pays de la Loire, Orchestre Symphonique et Lyrique de Nancy, Orchestre Symphonique de Tours, Haendel Festspiele Orchester di Halle, Podlasie Opera and Philharmonic di Bialystok, Cyprus Symphony Orchestra, Ecuador State National Orchestra. Nel 1993 ha vinto il Grand Prix di Direzione d'Orchestra al concorso internazionale di Besaçon, Francia.
Fra le numerose orchestre italiane da lei dirette, l'Orchestra Filarmonica di Torino, e l'Orchestra Sinfonica Nazionale della Rai; i suoi prossimi impegni includono la partecipazione con l'OFT al Festival MITO e il debutto alla Salle Philharmonie di Parigi.